# Misgendern
Misgendern, Missgendern oder Misgendering beschreibt das Adressieren einer Person auf eine Weise, die nicht zu ihrer Geschlechtsidentität passt. Es kann beabsichtigt oder unbeabsichtigt passieren und betrifft in besonderem Maße transgender und nichtbinäre Menschen.

## Definition
Misgendern bezieht sich primär auf sprachliche Äußerungen, die Menschen mit falschen geschlechtsspezifischen Ausdrücken wie beispielsweise Personalpronomen der dritten Person (er/sie/es) oder geschlechtsspezifischen Anreden adressieren. Auch Deadnaming oder die Nicht-Verwendung selbstgewählter Pronomen und Neopronomen werden als Formen des Misgenderns bezeichnet. Misgendern kann absichtlich oder unabsichtlich geschehen. Insbesondere wiederholtes und absichtliches Misgendern wird häufig als Mikroaggression, unhöflich oder belästigend wahrgenommen. Misgendern betrifft nicht exklusiv, aber vor allem trans und nichtbinäre Menschen. Der zum Beispiel in schwulen Subkulturen wie Drag existierende spielerische Umgang mit Pronomen wird vom Misgendern abgegrenzt. Auch nicht primär sprachlich vermittelte Formen des Misgenderns wie das Eintragen unzutreffender oder veralteter Geschlechtsbezeichnungen in Datenbanken existieren.

## Vorkommen und Folgen
Menschen mit nichtbinärer Geschlechtsidentität sind häufiger von Misgendern betroffen als trans Menschen. Letztere geben in Studien aber ebenfalls an, häufig von Misgendern betroffen zu sein, und berichten damit zusammenhängend von Stigmatisierungsempfindungen und negativen psychischen Konsequenzen. Misgendern erhöht unter Betroffenen die Inzidenz von Depressionen und Suizidalität. Es kommt u. a. im Bildungs- und Gesundheitssystem vor. Erfahrungen mit Diskriminierung im Gesundheitssystem können dazu führen, dass trans Personen dieses meiden. Auch in der wissenschaftlichen Forschung kann es zu Misgendern kommen, wenn beispielsweise von Vornamen auf die Geschlechtsidentität von Studienteilnehmern geschlossen wird. Das absichtliche Misgendern von Menschen hängt häufig mit transfeindlichen Einstellungen und essenzialistischen Vorstellungen über Geschlecht zusammen. Solche Vorstellungen beinhalten beispielsweise Stereotype darüber, wie „echte“ Männer oder Frauen erscheinen sollten, und sprechen demgegenüber trans Personen ihre geschlechtliche Identität ab.
Um Misgendern zu vermeiden, wird bisweilen auch empfohlen, Personen nach der gewünschten Anrede zu fragen, Institutionen und Organisationen zu schulen oder so weit wie möglich auf geschlechtsspezifische Anreden zu verzichten.

## Rechtliche Situation

### USA
In einigen US-amerikanischen Bundesstaaten gibt es gesetzliche Regelungen, um Misgendern am Arbeitsplatz, wo es Studien zufolge sehr häufig vorkommt, zu unterbinden.

### Deutschland
Nachdem die deutsche Journalistin Judith Sevinç Basad in Julian Reichelts Blog pleiteticker.de eine Transfrau als „Mann“ bezeichnet hatte, untersagte das Landgericht Frankfurt am Main im März 2023 diese Aussage per einstweiliger Verfügung. Ein Widerspruch gegen die Verfügung wurde im Juli 2023 abgewiesen. Eine Berufung wurde im Februar 2024 ebenso abgewiesen, da im vorliegenden Fall herabwürdigende stilistische Mittel verwendet wurden und ein versehentliches Misgendern ausgeschlossen werden konnte. Das Misgendern war ein Eingriff in den zentralen Bereich des Persönlichkeitsrechts und somit als Meinungsäußerung unzulässig.